# Aeroportul Ginbata
Aeroportul Ginbata (IATA: GBW, ICAO: YGIA) este un aeroport din Australia de Vest, Australia.
Situat la o altitudine de 595 m, aeroportul dispune de o singură pistă.